# Hindenburgbrücke (Bingen)

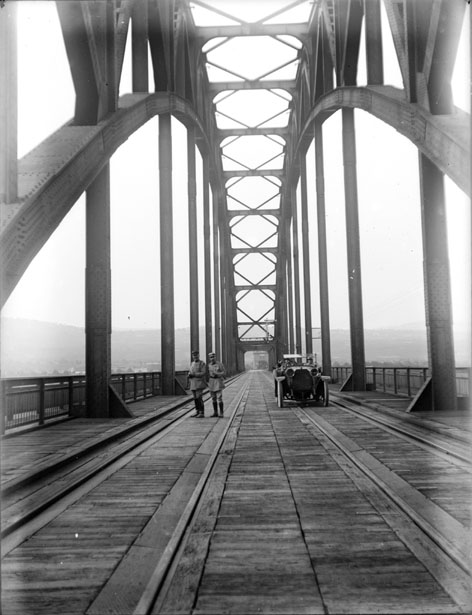
De Hindenburgbrücke

De Hindenburgbrücke is een voormalige spoorwegbrug over de Rijn in Duitsland. Ze verbond de linker- en rechteroever tussen Bingen am Rhein en Rüdesheim am Rhein. Ze verving er een veerboot die er sinds 1861 zowel personen als goederen vervoerde.

## Vernield

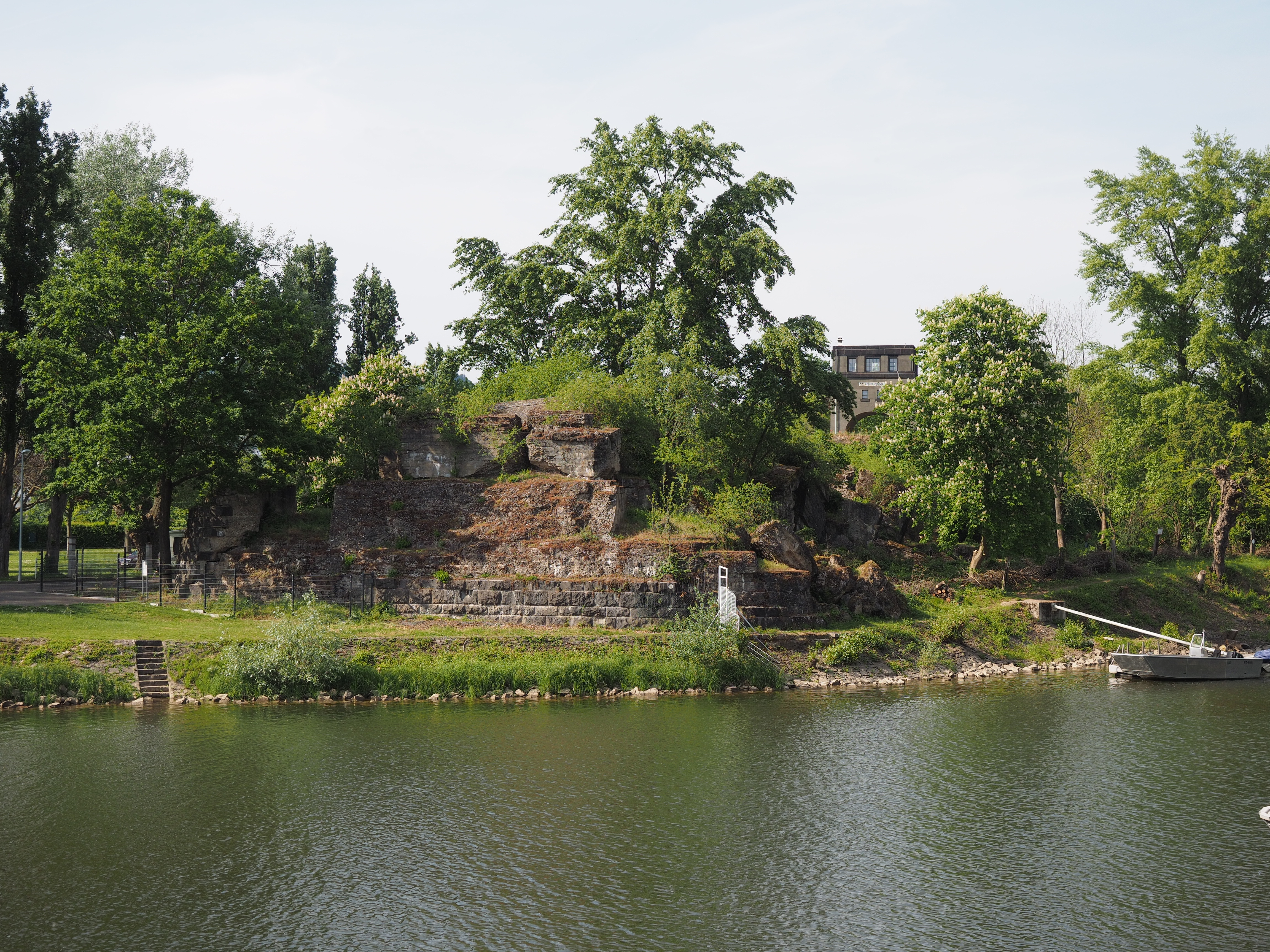
De restanten van de Hindenburgbrücke

De Hindenbrugbrücke had aan wal 9 betongewelven, op het water 2 stalen bogen en was bijna 1.000 meter lang. In het water waren er 6 pijlers. De brug was in totaal 12 meter breed en er was plaats voor voetgangers. Tijdens de Eerste Wereldoorlog werkte er onder meer krijgsgevangenen mede aan de bouw ervan. De Hindenburgbrücke werd ingehuldigd op 16 augustus 1915. De spoorwegbrug werd later genoemd naar de Duitse veldmaarschalk en president Paul von Hindenburg.
Op het einde van de Tweede Wereldoorlog - op 15 maart 1945 - werd de brug verwoest. Ze werd nooit herbouwd. Er resteren enkel nog wat - al dan niet - ingestorte betongewelven, alsook enkele pijlers in de Rijn zelf.